# David Weinberger

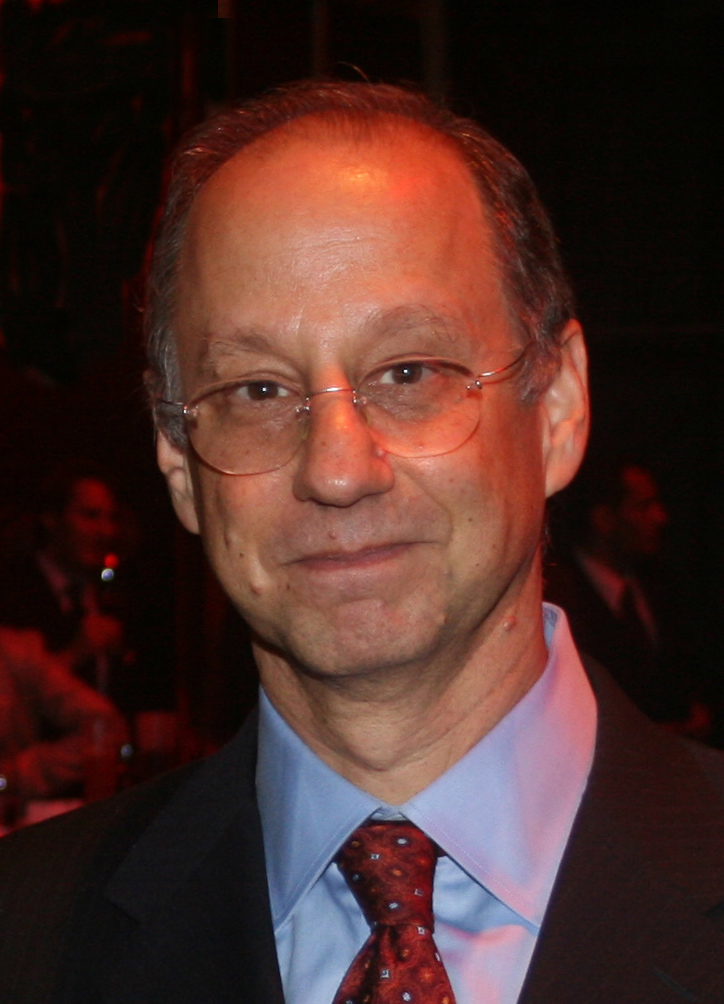
David Weinberger (2008)

David Weinberger (* 1950 in New York) ist ein US-amerikanischer Redner, Autor und Philosoph zum Thema Internet. Er forscht an der Universität Harvard.
David Weinberger promovierte 1979 an der Universität Toronto über Heideggers Ontologie der Dinge.
Er beschäftigt sich insbesondere mit der Frage, wie das Internet menschliche Beziehungen, Kommunikation und Gesellschaft verändert. Bekannt wurde das Cluetrain-Manifest, das Weinberger zusammen mit Rick Levine, Christopher Locke und Doc Searls 1999 verfasste. Er prägte circa 2002 den Begriff Infopinion, der sich auf die Verbindung von Information und Meinung bezieht.

## Publikationen
Deutsche Ausgaben
- Rick Levine, Christopher Locke, Doc Searls: Das Cluetrain Manifest. 95 Thesen für die neue Unternehmenskultur im digitalen Zeitalter. Econ Verlag 2002, ISBN 3-430-15967-9
- Das Ende der Schublade: Die Macht der neuen digitalen Unordnung, München, Hanser, 2008, ISBN 3-446-41221-2
- Too Big to Know. Das Wissen neu denken, denn Fakten sind keine Fakten mehr, die Experten sitzen überall und die schlaueste Person im Raum ist der Raum, Huber, 2013, ISBN 3-456-85235-5

Englische Ausgaben
- Small Pieces Loosely Joined: A Unified Theory of the Web (2002)
- Everything is Miscellaneous: The Power of the New Digital Disorder (2007), ISBN 0-8050-8043-0
- Too Big to Know: Rethinking Knowledge Now That the Facts Aren't the Facts, Experts Are Everywhere, and the Smartest Person in the Room Is the Room. Basic Books 2012, ISBN 0-465-02142-5
- Everyday Chaos: Technology, Complexity, and How We’re Thriving in a New World of Possibility, Harvard Business Review Press 2019, ISBN 978-1-63369-395-1